# Tutong (Distrikt)
Tutong ist ein Distrikt (Daerah) des Sultanats Brunei. Er hat eine Fläche von 1303 km² und zählt 47.601 Einwohner (Stand: Zensus 2021) und ist somit der drittgrößte bruneiische Distrikt. Die Hauptstadt Tutongs ist die gleichnamige Stadt Tutong.

## Geographische Lage
Tutong liegt im Zentrum Bruneis und grenzt im Osten und Südosten an Malaysia. Die Distrikthauptstadt Tutong liegt ca. 37 km von der Hauptstadt Bandar Seri Begawan entfernt.
Der Tasek Merimbun, der größte See Bruneis, liegt in diesem Distrikt.

## Bevölkerungsentwicklung
| 1947        | 1971   | 1981   | 1991   | 2001   | 2011   | 2016   | 2021   |
| ----------- | ------ | ------ | ------ | ------ | ------ | ------ | ------ |
| 6 847       | 15 900 | 21 615 | 29 730 | 38 649 | 43 852 | 48 313 | 47 601 |
| [ 2 ] [ 1 ] |        |        |        |        |        |        |        |

## Verwaltungsgliederung

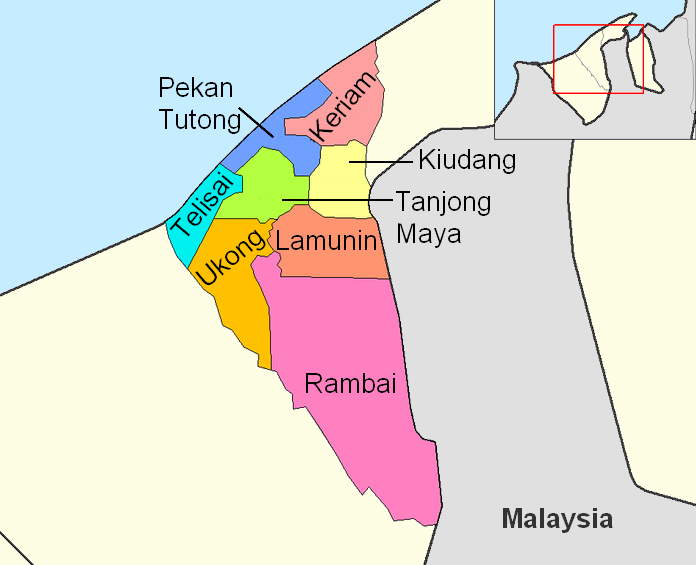
Bezirke in Tutong

Der Distrikt Tutong ist in acht Bezirke (mukim) gegliedert:
- Keriam
- Kiudang
- Lamunin
- Pekan Tutong
- Rambai
- Tanjong Maya
- Telisai
- Ukong

## Sehenswürdigkeiten
Zu den bedeutendsten Sehenswürdigkeiten des Distrikts zählen der See Tasek Merimbun, der Seri Kenangan-Strand (oft auch Tutong-Strand) am Südchinesischen Meer, der Sungai Basong Recreational Park und der Tamu Tutong Kampung Serambagun, ein Markt in der Nähe der Stadt Tutong.